# Municipio de Tlatlaya
El Municipio de Tlatlaya es uno de los 125 municipios del estado de México, en la República Mexicana. Está localizado en el extremo suroeste de la entidad, su cabecera municipal es el pueblo de Tlatlaya y la localidad más poblada es San Pedro Limón. Es el municipio con mayor extensión territorial del Estado de México y el más sureño del estado. En Tlatlaya está la localidad más alejada de la capital estatal, Nuevo Copaltepec.

## Toponimia
El topónimo Tlatlaya proviene del náhuatl. Es un vocablo aglutinado que se compone de tres palabras: (tlal)li > 'tierra', (tle)tl > 'fuego' y  -yan > partícula locativa de abundancia, siendo Tlaltleyan. Por lo tanto se traduce como 'Lugar de tierra de fuego o Tierra Caliente'. Otro autor dice que del tlatlayan, de tlatla como arder y -yan lugar, traducido como 'Tierra que arde.
Se ha de tener en cuenta que la partícula locativa de abundancia es -tlan, no -yan, usualmente traducida como "entre" o "cerca"; -yan indica el lugar donde ocurre una acción impersonal. Citando a Cecilio Robelo (Nombres geográficos indígenas del Estado de Mexico : estudio crítico etimológico): «Tlatlaya.—El Sr. Olaguíbel dice: "Viene del verbo tlatla, arder; con la partícula ya, que denota la acción del verbo. Donde arde ó ardía. Se refiere probablemente á un incendio, ó á las rozas que se hacen en el campo para preparar los sembrados." Si el nombre del pueblo tiene tal significación, debe estar adulterado; porque en estos nombres entra como elemento verbal, no el verbo simplemente, sino su voz impersonal, que se forma en los verbos acabados en a, de la tercera persona del futuro imperfecto del indicativo: volviendo la z en lo (Olmos); así es que de tlatlaz, aquel arderá, se forma tlatlalo, se arden ó se queman; el nombre debe ser: "Tlatlaloyan. "Lugar en que se quema" ó "en que se arden ó se queman."»

## Historia

### Etapa mesoamericana
En el municipio existen diversos indicios de ocupación humana y de urbanización en el periodo mesoamericano. En la comunidad de Las Parotas, en San Pedro Limón existen restos arqueológicos de asentamientos hechas por la cultura del Mezcala, que corresponden al periodo clásico mesoamericano, entre el 200 a. C. y el 1000 d. C.
Posteriormente, en el periodo Posclásico el área de Tlatlaya fue una zona limítrofe entre las civilizaciones tarasca, mexica y matlazinca, presentando diversos vestigios de naturaleza militar y defensiva dado el conflicto bélico entre tarascos y mexicas. Hay registros arqueológicos en el Parque Estatal La Goleta —que comparten los municipios de Amatepec, Sultepec y Tlatlaya— así como las comunidades de Teopazul, Rincón Grande, Cerro del Tecolote, Copaltepec, San Francisco, Santa Ana Zicatecoyan, Cerro de Tequesquite y San Vicente.

## Gobierno y política
| Presidente municipal         | Periodo   |
| ---------------------------- | --------- |
| Aurelio Rojo Ramírez         | 2000-2003 |
| Enrique Hernández Bernardino | 2003-2006 |
| Crisoforo Hernández Mena     | 2006-2009 |
| Leonardo Benítez Gregorio    | 2009-2012 |
| Ariel Mora Abarca            | 2013-2015 |
| Eulogio Giles Gutiérrez      | 2016-2018 |
| Leopóldo Domínguez López     | 2019-2021 |

El gobierno del municipio le corresponde al ayuntamiento, que está conformado por el presidente municipal, un Síndico y un cabildo integrado por 10 regidores, el Ayuntamiento permanece en su cargo por un periodo de tres años no reelegibles para el periodo subsiguiente, pero si de manera no consecutiva, el periodo gubernamental inicia el día 1 de enero del año inmediato a la elección.

### Representación legislativa
Para la división territorial es distritos electorales donde son electos los diputados locales y federales, el municipio de Tlatlaya se encuentra dividido de la siguiente manera:
Local:
- Distrito electoral local 9 del estado de México con cabecera en Tejupilco.[8]

Federal:
- Distrito electoral federal 36 del estado de México con cabecera en Tejupilco.[9]

## Geografía

### Ubicación geográfica
El municipio de Tlatlaya, se localiza en la parte occidente del estado, en las coordenadas 98° 53’45” (mínima) 98°55´ 50” (máxima) longitud oeste y 19°43´33´(mínima) 19°36´40” (máxima) latitud norte, a una altitud de 1.300 metros sobre el nivel del mar. Limita al norte con el municipio de Amatepec y al sur con el estado de Guerrero, en particular con el municipio de Tlalchapa, el municipio de Arcelia, el municipio de General Canuto A. Neri y el municipio de Teloloapan. Su distancia aproximada a la capital del estado es de 101 kilómetros. Es uno de los municipios más viejos del estado

### Orografía
Lo característico de sus montañas y lomeríos propician, en forma negativa para el agricultor, grandes erosiones en los periodos de lluvias, mismos que degeneran por lo general los campos agrícolas que se empobrecen perdiendo la calidad de la tierra para todo tipo de agricultura.

### Hidrografía
Al municipio lo conforman tres ríos importantes cuyo caudal es constante, destacando el río Topilar, río San Pedro Limón y otros que nacen en las faldas occidentales de la sierra de la Goleta y que vierte sus aguas, junto con las del Topilar en la gran presa que lleva por nombre Vicente Guerrero, cuyas aguas son más útiles para el estado de Guerrero, que para el estado de México, a pesar de que su mayor volumen de aguas se localiza dentro de esta entidad.

### Clima
El clima predominante en Tlatlaya se clasifica como Aw(w) (i) g ;  y se le conoce como clima tropical subhúmedo, desde luego con lluvias en verano. También depende de las estaciones del año y según la altura donde nos encontremos ubicados, por estas razones se tienen climas de tipo: frío, templado y cálido.Localizamos el clima frío en la cabecera municipal de Tlatlaya y algunas rancherías y delegaciones municipales que son limítrofes a esta población.
En las comunidades San Juan Tetitlán, San Mateo, Santa Ana Zicatecoyán, Coatepec, San Felipe y San Pedro Limón entre otros, predomina el clima templado; en Rincón Grande, San Antonio del Rosario, Nuevo Copaltepec, El Ancón y otros lugares que se localizan entre los 380 y 400 m.s.n.m., predomina el clima tropical o cálido. En primavera se aprovecha la fruta que se produce en la región como la naranja, plátano, melón,  sandía, papaya y en los jardines y campos que se cultivan tienen bellas flores.
En verano, estación que es pródiga para el campesino, se renuevan las plantas y los árboles, sobre todo se impulsa la agricultura sembrando maíz, frijol y calabazas. En otoño el campesino recoge las cosechas de maíz, ajonjolí, frijol, calabaza y algunos se dedican a la zafra de caña de azúcar o para el piloncillo.

### Flora

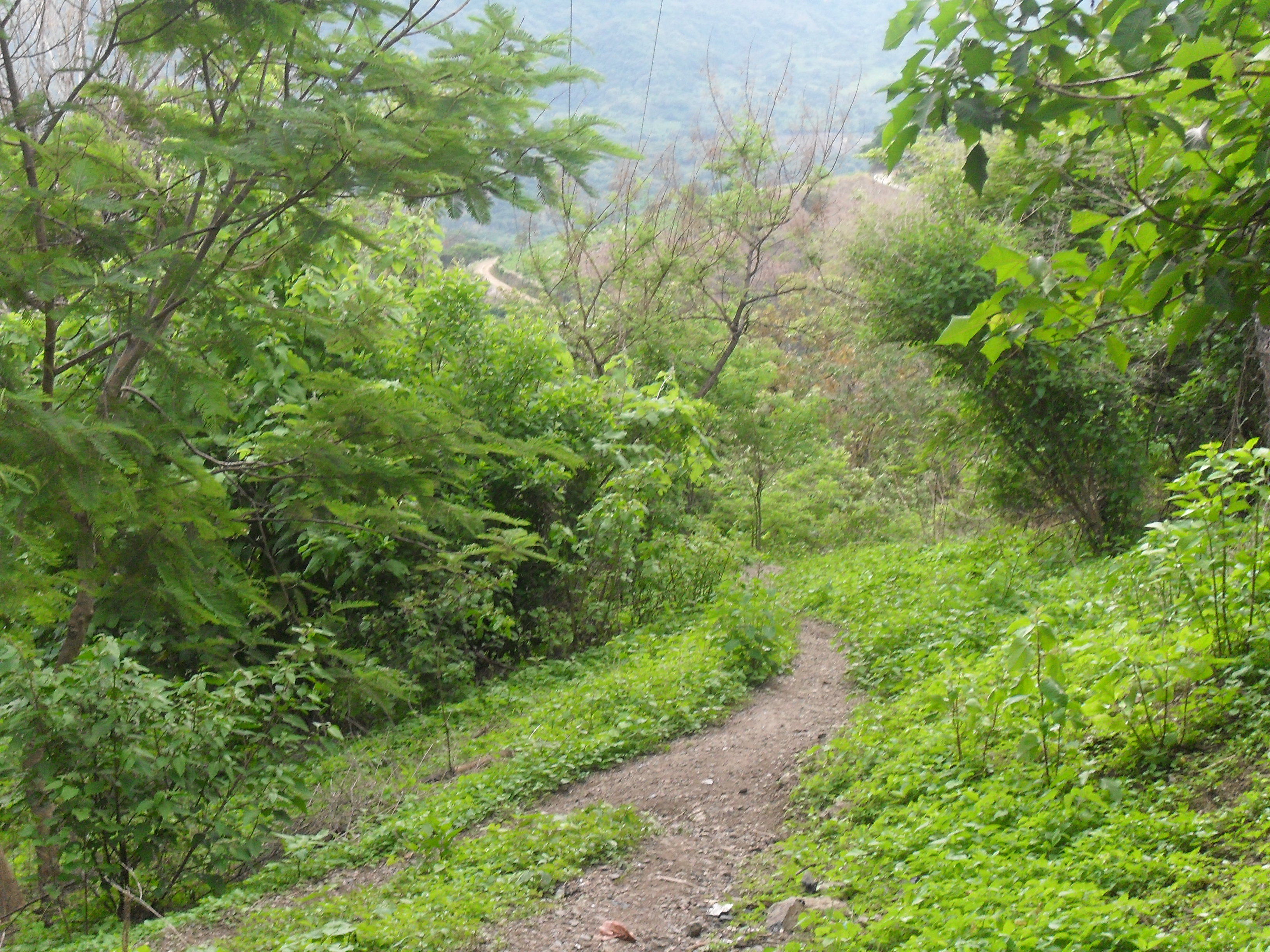
Entorno y flora en el municipio de Tlatlaya

Se tienen especies comunes que se utilizan en la industria, medicina, ornato, construcción, ebanistería y otros usos; encinos, parotas, ceibas, ocotes, tepehuajes, fresnos, café; frutales: guayabo arrayán, nanche, tamarindo, cocotero, durazno, toronja, ciruelo, pinzán, chirimoya, lima, capulín, níspero y guajes.

Árboles maderables: cedros, madronio, cuitas, cubata, huizache, casahuate, palma, cuahuilote, chirare, zopilote, cascalote, nogal, sauz y espino herrero.

Entre plantas de ornato: tulipanes de diferentes colores y clases, bugambilias, rosales, teresitas, lirios, acuáticos y platanillos, las dalias, geranios,  pascuas, acacias, hortensias, la flor de vara blanca, una variedad de azucenas y otras flores silvestres.

Entre los meses de octubre y noviembre las flores cempasúchil o de muerto, el pericón, la cola de león.

### Fauna
La fauna local de Tlatlaya es rica y variada. Los animales existentes son: coyote, tejón, gato montés, zorra, armadillo, ardilla. tuza, tlacuache, hurón, conejo, liebre, leoncillo americano, zorrillo cacomixtle, jabalí, onza,  y tigrillo. 

Aves silvestres: aguililla, águila real, gavilán, gavilancillo, sarnícola, quebrantahuesos,  cuervo, zoplilote, aura, urraca, tecolote, chachalaca, pericos, paloma ala blanca, paloma morada, codorniz, huilota, teteo, pájaro carpintero, jilguero, tordo zanat, cenzontle, primaveras, pájaro mosquero, gorrión, calandria, colibrí, cardenal, golondrina, garrapatero, pájaro vaquero, correcaminos, garza, patos, coquena, pájaro maicero, chicauro y clarín jilguero .

### Recursos naturales
Uso del suelo, producción rural.
Cuenta con una superficie total de 79,892.0 hectáreas distribuidas de la siguiente forma:  
| Agropecuario               | 42,183.4 has. |
| -------------------------- | ------------- |
| Pasto natural o en montada | 13,053.5 has. |
| Bosque o selva             | 645.5 has.    |
| Sin vegetación             | 65.5 has.     |
| Otros                      | 3,944.1 has.  |

Las características en cuanto su vegetación predominante es de un 80% representada por la selva baja caducifolia compuesta de árboles, matorrales y otros tipos de hierbas que solo registran algún follaje en el período de lluvias.

En relación con su superficie ocupada para la producción rural es el segundo municipio que presenta mayor proporción destinada para uso de unidades de producción del ámbito agropecuario, agostadero, pastizales, bosques y superficies que carecen de vegetación; existen 3,047 unidades de producción agropecuarias, 1,680 se refieren a la agricultura y autoconsumo que se da entre la población.

## Infraestructura

### Energía eléctrica
Proporcionado por la CFE, la cual cubre con una línea trifásica de las comunidades de Tlatlaya.

### Agua potable
El 100% de las comunidades, poseen agua potable entubada; Tlatlaya es la zona urbana de mayor distribución del servicio, que actualmente existe aproximadamente un 10% de viviendas a nivel municipal que no poseen agua potable entubada y el servicio se suministra por pipa.

### Drenaje
En la cabecera municipal hay la mayor cobertura de pavimentación, en las zonas rurales aún existen calles sin pavimentar.

### Telecomunicaciones
- Telcel, Movistar, ET&T.
- Correos y Telégrafos de México.

## Demografía

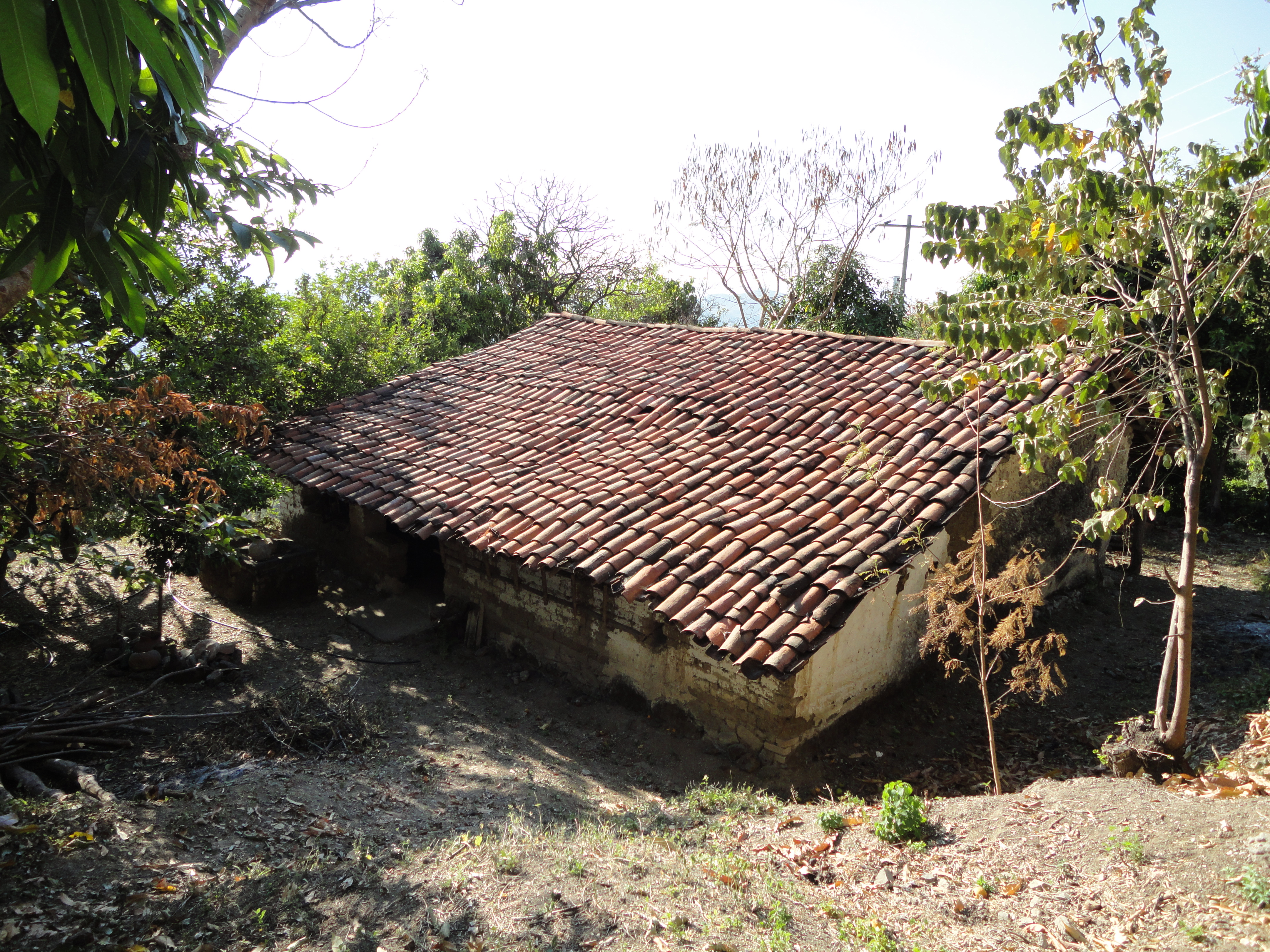
Localidad rural de Tlatlaya

De acuerdo con los resultados del Censo de Población y Vivienda de 2010 realizado por el Instituto Nacional de Estadística y Geografía; la población total del municipio de Tlatlaya es de 32 997 habitantes, de los que 16 074 son hombres y 16 923 son mujeres.

### Localidades
El municipio de Tlatlaya incluye un total de 165 localidades; las principales y su población correspondiente son las siguientes:
| Localidad                             | Población (2010) |
| ------------------------------------- | ---------------- |
| San Pedro Limón                       | 2 722            |
| Santa Ana Zicatecoyan                 | 1 547            |
| San Antonio del Rosario               | 1 356            |
| El Temblor                            | 659              |
| San Mateo Guayatenco                  | 950              |
| Tlacocuspan (Tlacocuspan Santa Cruz)  | 928              |
| Santa María                           | 894              |
| San Francisco de Asís (San Francisco) | 843              |
| El Naranjo                            | 819              |
| Palmar Grande                         | 656              |
| Nuevo Copaltepec                      | 655              |
| Tlatlaya                              | 572              |
| Total municipio                       | 32 997           |

## Personajes ilustres
Adolfo Peña. 
Santos Cardoso, Matilde Cardoso, Margarito Cardoso y Antonio Campuzano, hombres ilustres que destacaron como oficiales de mando en la revolución.
Alejandro Ríos Peña. 
Gran impulsor político, ocupó cargo de presidente municipal durante los años 1961-1963; fue hijo de Hermenegildo Ríos y Carolina Peña.
Rodolfo Sánchez García. 
Directivo catedrático del IFCM, escuela normal de maestros; fue poeta, declamador y se dedicó como investigador a la historia.
Manuel Hinojosa Giles. 
Fue catedrático ocupó varios cargos en la Dirección de Educación Pública, además se distinguió por ser gran líder sindical y ocupó la Secretaría General del Sindicato de Maestros del Estado de México.
Carlos Jaramillo Segura. 
doctor en el ramo de la medicina a pesar de ser autodidacta.
Margarita Rivera López. 
Educadora de muchas generaciones, murió el año de 1950.
Agapito Jaramillo López. 
Presidente municipal en dos ocasiones, historiador,  auxilió en vida al historiador y político, licenciado Mario Colín Sánchez.
Miguel Luis Delgado Montoya. 
Gran impulsor de la educación, político, ocupó cargos de presidente municipal y diputado por el distrito electoral de Sultepec, sustituyendo en la cámara de diputados al licenciado Mario Colín Sánchez.